# Salle Pierre-Boulez
Ne doit pas être confondu avec la Grande salle Pierre Boulez de la Philharmonie de Paris.
 (avril 2019).
La Pierre Boulez Saal ou salle Pierre-Boulez est un auditorium situé à Berlin, Französische Strasse (rue Française). Elle est dédiée au compositeur et chef d’orchestre français Pierre Boulez (1925-2016) et située à proximité de l'université Humboldt et de l'Office fédéral des affaires étrangères. Le bâtiment abrite également l'Académie Barenboïm-Saïd. Un programme saisonnier varié comprenant jusqu'à 100 concerts de musique de chambre y est proposé chaque année.

## Histoire
Michael Muller, maire de Berlin, a concédé le bâtiment de 9 500 mètres carrés pour un euro symbolique, sous la forme d'un bail emphytéotique, de quatre-vingt-dix-neuf ans à Daniel Baremboïm, à charge pour lui d'effectuer les travaux qui s'avéraient nécessaires. Celui-ci souhaitait y réaliser une salle de concert et des espaces réservés à son Académie. 
Ce projet est né de la rencontre entre plusieurs hommes : 
En 1964, Daniel Barenboïm et Pierre Boulez interprétèrent le premier concerto pour piano de Béla Bártok à la Philharmonie de Berlin qui venait d'être récemment inaugurée. Une solide amitié naquit entre les deux hommes. En 1980, Daniel Barenboïm et l’Orchestre de Paris ont créé « Notations I - IV » de Boulez. La même année, Pierre Boulez rencontra Frank Gehry à Los Angeles alors qu'il travaillait avec le Los Angeles Philharmonic. 
Edward Saïd et Daniel Barenboïm se sont rencontrés dans le hall de l'ancien hôtel Hyde Park Corner en 1992. Sept ans plus tard, ils ont fondé le West-Eastern Divan Orchestra dans le but de promouvoir le dialogue entre les cultures du Moyen-Orient. Le premier concert de l'orchestre a eu lieu à Weimar, en Allemagne. Au fil des années, l'orchestre est devenu un symbole de la paix de renommée internationale. En 2002, Barenboïm et Saïd ont publié Parallels and Paradoxes: Explorations in Music and Society. Après avoir entendu parler du West-East Divan Orchestra, Frank Gehry a fait la connaissance de Daniel Barenboïm plus personnellement et est resté un partisan des idées qui ont amené à la constitution de l’orchestre. Ce lien a entraîné l’engagement généreux de Gehry dans la nouvelle salle de spectacles de l'Académie Barenboïm-Saïd.
La conception et la construction de cette salle ont été motivées non seulement par ses idéaux, mais également par un fort sentiment de camaraderie et un objectif commun. Pour Daniel Barenboïm et Franck Gehry, cet espace doit permettre à chaque auditeur de ressentir un lien direct avec les interprètes, tandis que les musiciens doivent pouvoir pleinement réaliser leur vision dans un espace personnalisé pour leur art.
Daniel Barenboïm reçut une aide de 14 millions d'euros de sponsors, parmi lesquels, Giorgio Napolitano, l'ancien président de la République italienne, qui fut particulièrement généreux. Le gouvernement fédéral allemand lui octroya une vingtaine de millions d'euros. Le projet global coûta 36,5 millions d'euros.
La saison d'ouverture de la salle Pierre Boulez débuta en mars 2017, l'inauguration eut lieu le 4 mars.

## Architecture
Après la Seconde Guerre mondiale, le bâtiment qui abrite la salle Pierre Boulez a été redessiné par Richard Paulick. Bâtiment classé, il a été conçu pour servir de dépôt aux décors du Staatsoper Unter den Linden, fonction qu'il a exercée à partir du milieu des années 1950 jusqu'en 2010. Il est situé dans la Französische Strasse, au centre de ce qui fut Berlin-Est jusqu'à la chute du mur édifié en 1962.
Le bâtiment, détruit pendant la seconde guerre mondiale, a été reconstruit entre 1951 et 1955 par Richard Paulick qui dessina également le Staatsoper Unter den Linden. Les statues, les balustrades de la corniche et les immenses fenêtres des façades lui confèrent un style classique et ont été conservés lors de la dernière restauration. 
Le croquis initial des ovales que Gehry a présenté à Daniel Barenboïm lui a de suite convenu. Barenboïm a encouragé l'architecte à poursuivre son élan créatif initial pour inventer une salle de concert non traditionnelle. Bien que sceptique au début, Gehry a conçu un design singulier, reconnaissant que « les artistes reconnaissent parfois d'autres artistes d'une manière que nous ne comprenons pas vraiment ».
« Le lendemain, nous le lui avons donné, il s'est assis devant le modèle et l'a observé pendant des heures … », a raconté Frank Gehry à propos de la réaction de Pierre Boulez devant la maquette de la salle. C'est en effet une construction modulaire qui, en reconfigurant ses niveaux, propose une grande variété de corrélations spatiales et la rend extrêmement flexible. Ce concept de « Salle Modulable » la distingue des autres lieux de concert berlinois.
Une esquisse expressive d'ovales inspire l'espace sphérique qui couvre 360 degrés. La proximité du public et des musiciens est un ingrédient essentiel, car ils ne sont jamais séparés de plus de quelques mètres : le public peut ainsi ressentir un lien particulièrement fort avec l'énergie particulière dégagée lors de la création musicale. Les deux ellipses astucieusement imbriquées des niveaux créent une impression d'apesanteur.
Un autre innovateur majeur de notre époque, l'acousticien Yasuhisa Toyota, fondateur de la Nagata Acoustics America, s'est associé à l'effort visant à créer l'acoustique de la salle. Par pure conviction, MM. Gehry et Toyota ont tous deux fait don de leur travail en guise de cadeau d'appréciation pour la vision du projet.
La salle peut accueillir jusqu'à 682 spectateurs où chacun est intégré à l'espace. Le système de réglage de la salle permet de l'adapter au nombre de musiciens et, surtout, au répertoire joué. Chaque point de vue offre une vision différente du concert et les artistes-interprètes peuvent découvrir de nouvelles perspectives au sein de l'espace. L'intimité de la salle permet aux musiciens solistes de se produire sur scène avec la même satisfaction que les formations de musique de chambre. Elle peut tout autant s'adapter parfaitement à un orchestre de taille moyenne.
La rénovation du bâtiment a commencé en 2014. Elle nécessita 2 200 m3 de béton neuf et 700 tonnes d'acier pour renforcer les vieux murs et conférer une nouvelle fonction à l'espace.
La salle est éclairée naturellement par les hautes fenêtres de l'édifice, les murs et le plafond sont lambrissés de bois de cèdre rosé du Canada, le plancher de la scène est en bois clair à larges lattes. Le bacon ondule sans attache au dessus des gradins. Les fauteuils bicolores décrivent un motif abstrait rappelant l'ellipse formée par le balcon.
L'extérieur d'origine permet de rappeler le passé des bâtiments tout en abritant un intérieur ingénieux et techniquement abouti. Outre la Pierre Boulez Saal, les locaux destinés à l'Académie comprennent 21 salles de répétition, un auditorium, une bibliothèque, des bureaux et d'autres espaces annexes occupant une superficie de 6 500 m2.

## Fonctions de la salle Pierre Boulez
Entièrement modulable, la salle Pierre Boulez peut accueillir un orchestre de chambre, un petit ensemble, ou deux grands Steinway.
La programmation couvre la musique de chambre, la musique baroque, la musique contemporaine, le jazz, la musique classique arabe et la musique iranienne. 
Avec le lancement de la nouvelle salle, un nouvel ensemble a été créé spécialement pour  cet espace et constitue un élément important du projet. L'ensemble Pierre Boulez, dont la direction est assurée par Michael Barenboïm, fils cadet de Daniel, est composé d'étudiants de l'Académie Barenboim-Said, de la Staatskapelle Berlin et de l'Orchestre du Divan Ouest-Est. Les fondateurs de Pierre Boulez Saal espèrent par ce bias inspirer les générations futures de musiciens et de mélomanes pour les années à venir.
À partir d'octobre 2016, des jeunes étudiants du Moyen-Orient commencèrent leur formation dans l'immeuble.